# Non essere mai grande
Non essere mai grande è il quarto album del cantante italiano Paolo Vallesi, pubblicato nel 1996 dalla CGD.
In quell'anno l'artista torna al Festival di Sanremo con la sua nuova casa discografica CGD, presentando il brano Non andare via.
La versione spagnola dell'album, intitolata Grande, arriva al primo posto in Spagna, anche grazie al duetto omonimo con il cantante madrileno Alejandro Sanz.

## Tracce
Non essere mai grande
1. Grande – 5:07 (Paolo Vallesi, Telonio, Beppe Dati, Eric Buffat)
2. Non andare via – 5:04 (Paolo Vallesi, Beppe Dati)
3. Tutto va bene – 4:19 (Paolo Vallesi, Telonio, Eric Buffat, Filippo Martelli)
4. Vivere senza aspettarsi niente – 4:08 (Paolo Vallesi, Beppe Dati)
5. Non credo – 4:44 (Paolo Vallesi, Beppe Dati)
6. Un bacio interminabile – 4:46 (Paolo Vallesi, Telonio)
7. Troppo amore – 3:23 (Paolo Vallesi, Telonio)
8. Balcanica – 4:54 (Paolo Vallesi, Beppe Dati)
9. Cuore di lupo – 4:23 (Paolo Vallesi, Beppe Dati)
10. Ultimo minuto – 2:37 (Paolo Vallesi)
11. Grande (finale) – 0:40

Durata totale: 44:05
Grande (versione spagnola, CGD, 0630 17993 2))
1. Grande – 5:07 (Paolo Vallesi, Telonio, Beppe Dati, Eric Buffat, Alejandro Sanz) – feat. Alejandro Sanz
2. Sigue siendo mía – 5:04 (Paolo Vallesi, Beppe Dati - adatt. spagnolo: Ignacio Ballesteros)
3. Tutto va bene – 4:19 (Paolo Vallesi, Telonio, Eric Buffat, Filippo Martelli - adatt. spagnolo: Ignacio Ballesteros)
4. Vivir sin esperar nada – 4:08 (Paolo Vallesi, Beppe Dati - adatt. spagnolo: Ignacio Ballesteros)
5. No creo – 4:44 (Paolo Vallesi, Beppe Dati - adatt. spagnolo: Ignacio Ballesteros)
6. Un beso interminable – 4:46 (Paolo Vallesi, Telonio - adatt. spagnolo: Ignacio Ballesteros)
7. Mucho amor – 3:23 (Paolo Vallesi, Telonio - adatt. spagnolo: Ignacio Ballesteros)
8. Balcánica – 4:54 (Paolo Vallesi, Beppe Dati - adatt. spagnolo: Ignacio Ballesteros)
9. Corazón de lobo – 4:23 (Paolo Vallesi, Beppe Dati - adatt. spagnolo: Ignacio Ballesteros)
10. Último minuto – 2:37 (Paolo Vallesi - adatt. spagnolo: Ignacio Ballesteros)
11. Grande (finale) – 0:40

Durata totale: 44:05

## Formazione
- Paolo Vallesi – voce, pianoforte
- Telonio – chitarra acustica, cori, basso
- Eric Buffat – tastiera, cori, programmazione, organo Hammond
- Gianni Salvatori – chitarra elettrica, cori
- Massimo Pacciani – batteria, percussioni
- Riccardo Galardini – chitarra acustica
- Cesare Chiodo – basso
- Stefano Cantini – sassofono soprano
- Dado Parisini, Betty Maineri, Filippo Martelli, Cinzia Corrado – cori